# It’s a Breeze
It’s a Breeze – album jazzowy z 1981 roku nagrany przez dwóch muzyków klasycznych: skrzypka Itzhaka Perlmana i pianistę Andrégo Previna, którym towarzyszyła sekcja rytmiczna w składzie Shelly Manne, Jim Hall i Red Mitchell. Nagrań dokonano w 1981 roku w Pittsburghu.
Album był swego rodzaju kontynuacją poprzedniej płyty tych artystów: A Different Kind of Blues, nagranej w tym samym składzie osobowym (dla Perlmana było to pierwsze spotkanie z jazzem, dla Previna powrót do muzyki uprawianej niemal 20 lat wcześniej). Wszystkie utwory na nowej płycie zostały skomponowane przez Andrégo Previna. LP został wydany w 1981 roku przez firmę Angel Records (S-1-37799) oraz EMI (EMD 5537). Reedycja na CD Angel/EMI (CDM 64318) w 1992 roku.

## Lista utworów
Strona A
| 1. | „It's a Breeze”      | 3:32  |
|    |                      |       |
| 2. | „Rain in My Head”    | 6:34  |
|    |                      |       |
| 3. | „Catgut Your Tongue” | 6:10  |
|    |                      |       |
| 4. | „It's About Time”    | 3:12  |
|    |                      |       |
|    |                      | 19:28 |
|    |                      |       |
Strona B
| 5. | „Quiet Diddling”      | 5:04  |
|    |                       |       |
| 6. | „A Tune for Heather”  | 7:41  |
|    |                       |       |
| 7. | „Bowing and Scraping” | 5:00  |
|    |                       |       |
| 8. | „The Red Bar”         | 5:21  |
|    |                       |       |
|    |                       | 23:06 |
|    |                       |       |

## Muzycy
- Itzhak Perlman – skrzypce
- André Previn – fortepian
- Shelly Manne – perkusja
- Jim Hall – gitara
- Red Mitchell – kontrabas

## Informacje uzupełniające
- producent – Suvi Raj Grubb
- inżynier dźwięku – Michael Sheady
- projekt okładki – Marvin Schwartz
- zdjęcie na okładce – Richard Rankin
- zdjęcia – Don Hunstein